# 콘스탄틴 발몬트

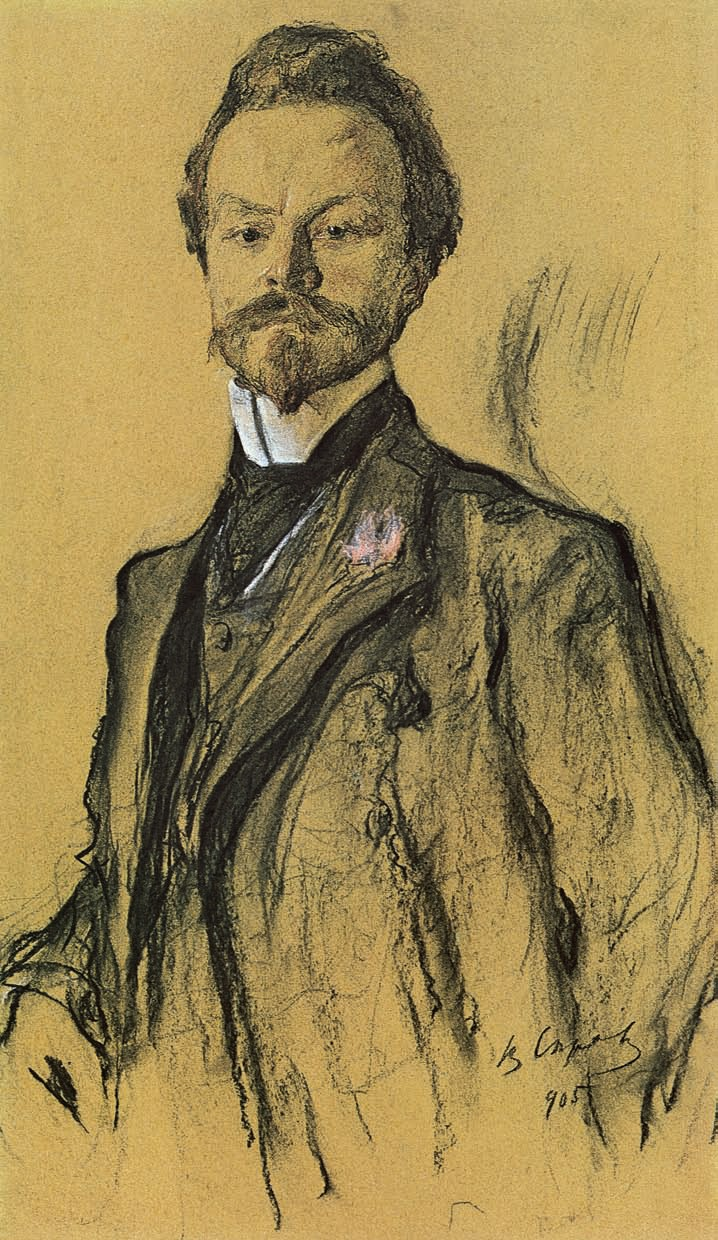
1905년에 제작된 콘스탄틴 발몬트의 초상화

콘스탄틴 드미트리예비치 발몬트(러시아어: Константи́н Дми́триевич Бальмо́нт, 1867년 6월 15일 ~ 1942년 12월 23일)는 러시아의 시인이자 번역가이다.
러시아 귀족 출신으로 모스크바 대학 법학부에 입학했으나 학생운동에 가담했다는 이유로 제적되었다. 초기 작품 <시집>(1890), <북방의 하늘 밑에서>(1895), <정적>(1898), <태양같이 되리>(1903)를 내놓으며 시인으로서의 확고한 지위를 얻었다. 초기에는 혁명에 동정적이었으나 1905년 파리로 망명, 세계 각지를 여행하였다. <오시리스의 나라>(1914), <흰 건축가>(1914), <뱀의 꽃, 멕시코 여행소식>(1910)은 여행의 소산이다. 또한 이집트·멕시코·페루·인도 등지의 시를 수집하여 번역하였다. 한때 귀국하여 10월 혁명을 찬미하다가 다시 망명하였다. 이 밖에도 연작시(連作詩) <복수자의 노래>(1907)가 있다.